# Museo civico alpino Arnaldo Tazzetti
Il Museo Civico Alpino "Arnaldo Tazzetti" è un museo sito nel Comune di Usseglio. È l'ente capofila e coordinatore del progetto Museo Diffuso "Valle di Viù".
Ospita collezioni di manufatti di interesse artistico, archeologico, storico ed etnografico e collezioni di scienze naturali.

## Sede
Il Museo è inserito all'interno del Antico Complesso Parrocchiale di Usseglio, composto dalla chiesa di epoca romanica (a pianta longitudinale, con tre navate, abside semicircolare e torre campanaria annessa), dal porticato denominato "Ala del mercato", dall'ex edificio del comune e scuola elementare maschile (dove sono collocate le collezioni museali) e dalla Cappella della Confraternita, ora sede delle mostre temporanee allestite in estate dal Museo.

## Collezioni

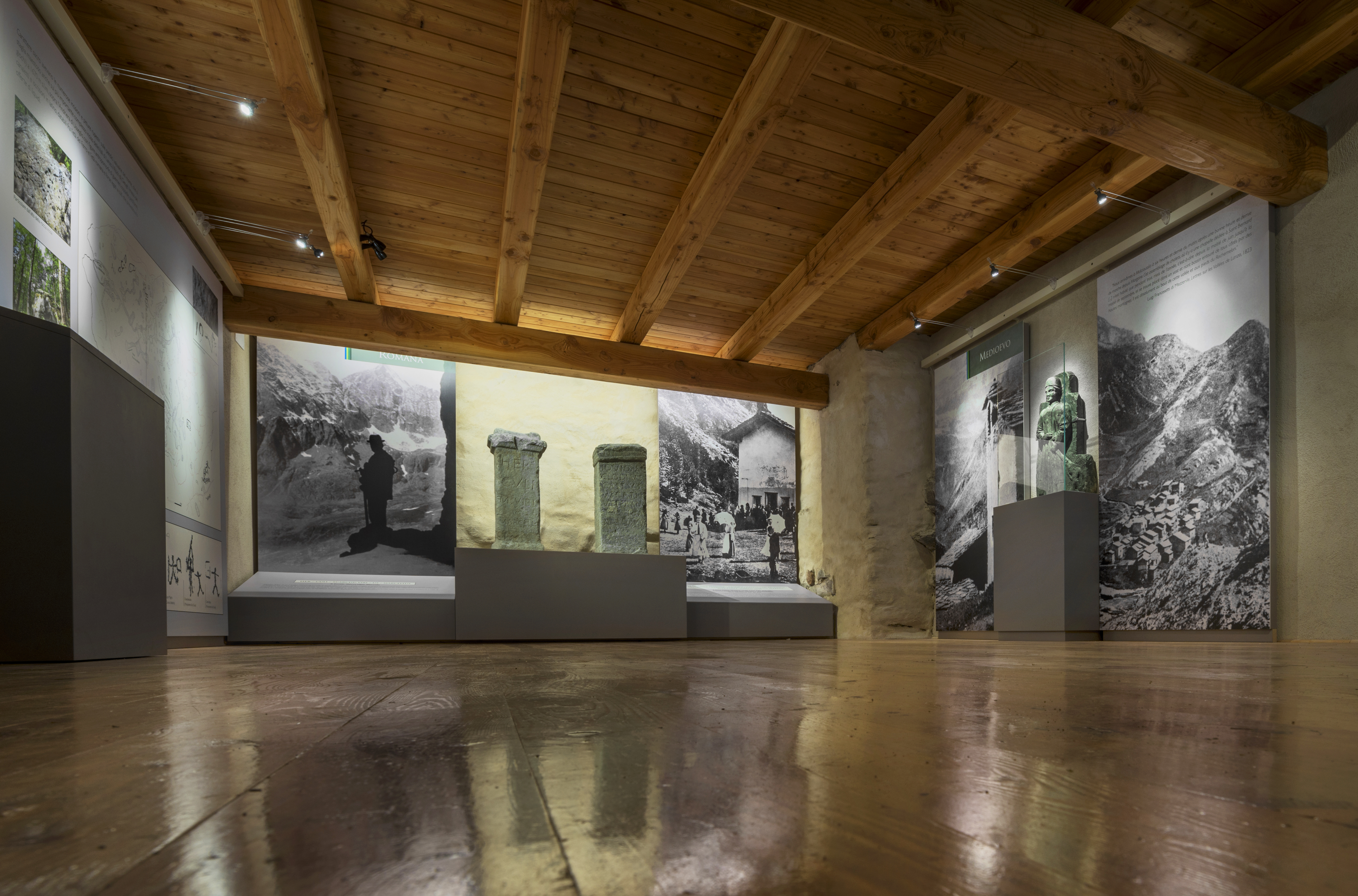
Vista della sala Archeologia e Culti in Ambiente Alpino

Il Museo è costituito da diverse raccolte di manufatti e reperti:
- la collezione artistica, composta prevalentemente da opere pittoriche di Cesare Ferro Milone e Giuseppe Sauli d'Igliano, autori legati al territorio locale. Rilevanti sono, inoltre, due opere di arte sacra: oli su tela raffiguranti l'Adorazione dei Magi e l'Adorazione dei pastori, attribuiti a Vittorio Amedeo Rapous.
- la collezione archeologica, i cui reperti principali sono due are votive di epoca romana, dedicate una ad Ercole e l'altra a Giove, e un altorilievo in pietra ollare, riconducibile alla seconda metà del XV secolo d.C, raffigurante San Bernardo di Mentone nell'intento di scacciare il demonio (questo manufatto, popolarmente, è più conosciuto sotto il nome di "Druida di Malciaussia", a seguito di un'errata interpretazione dell'opera, che la riconduceva al IV secolo a.C.).
- la sezione zoologica (collezione Emanuele Bona e Carlo Cogliati), costituita da preparazioni tassidermiche di mammiferi e uccelli locali, esposti insieme ad altre specie non autoctone, nonché una significativa raccolta di farfalle tipiche del Piemonte.
- la collezione mineralogica, rappresentata da campioni di minerali provenienti dal territorio ussegliese e da manufatti utilizzati dagli operai nelle miniere presenti fino al XIX secolo sul territorio comunale.
- la collezione di cultura materiale, costituita da oggetti di uso comune nella società rurale nel XX secolo a Usseglio.

## Attività
Il Museo ha promosso e continua a promuovere collaborazioni con istituzioni piemontesi quali l'Accademia Albertina di Belle Arti, il Museo del Cinema, la fondazione Accorsi-Ometto e l'Università di Torino. 
Sono annualmente ospitate esposizioni temporanee su varie tematiche, rilevanti sul territorio così come sul piano nazionale.
È inoltre impegnato in attività di studio e di ricerca volte alla tutela del patrimonio naturale e culturale dell'ambiente alpino.